# Małgorzata Teodorska
Małgorzata Teodorska (ur. 8 lutego 1981 w Warszawie) – polska aktorka i modelka.

## Życiorys
Z wykształcenia jest ekonomistą. Potrafi grać na fortepianie i skrzypcach.
Popularność przyniosła jej rola Irki Tosiek w serialu TVP1 Plebania (2001–2011). Grała też Adę Lech w serialu TVP2 M jak miłość (2008–2009). W 2005 pojawiła się na okładce magazynu „Playboy”. W 2007 uczestniczyła w drugiej edycji programu rozrywkowego Polsatu Jak oni śpiewają.
Wraz z zakończeniem produkcji Plebanii w 2011 zakończyła działalność medialną. Pracuje w sieci perfumerii internetowej Notino, w której odpowiada za sprzedaż produktu w Polsce.

### Życie prywatne
Ma córkę Wiktorię (ur. 1998) i syna Filipa (ur. 2018).

## Filmografia
- 2001–2011: Plebania – Irka Tosiek
- 2008–2009: M jak miłość – aktorka Ada Lech